# Ricarda Huch

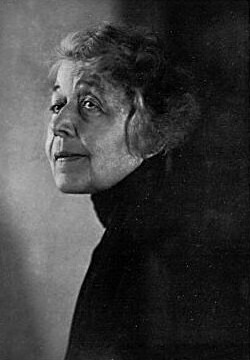
Ricarda Huch, um 1930 fotografiert von Wanda von Debschitz-Kunowski

Ricarda Octavia Huch, Pseudonym: Richard Hugo, (* 18. Juli 1864 in Braunschweig; † 17. November 1947 in Kronberg im Taunus) war eine deutsche Schriftstellerin, Philosophin und Historikerin, die als eine der ersten Frauen im deutschsprachigen Raum im Fach Geschichte promoviert wurde. Sie schrieb Romane und historische Werke, die durch einen konservativen und gleichzeitig unkonventionellen Stil geprägt sind.

## Leben

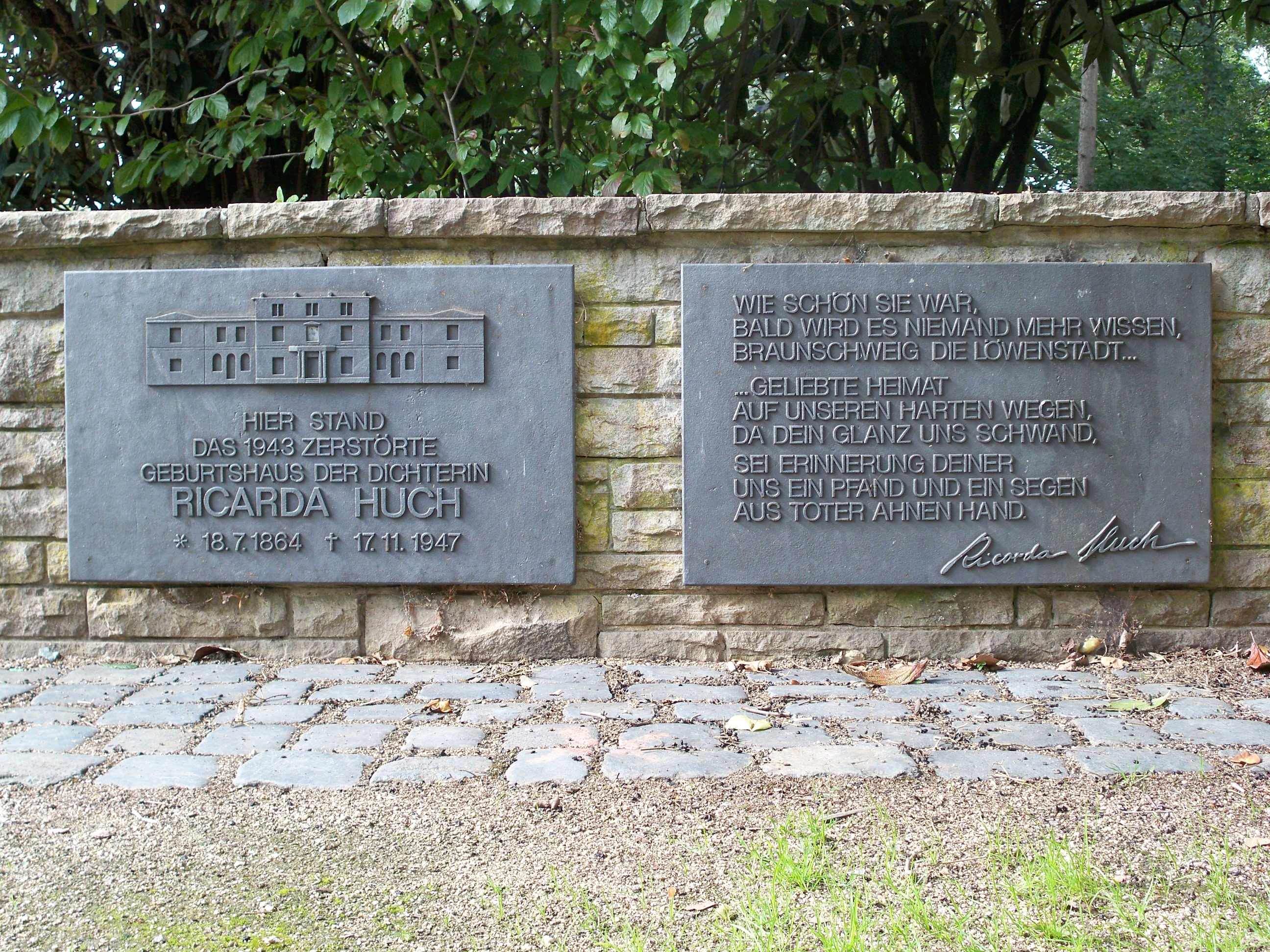
Gedenktafeln an der Stelle des zerstörten Geburtshauses von Ricarda Huch, der Villa Bierbaum in Braunschweig

### Braunschweig – Familie und Jugend
Ricarda Huch wurde als drittes und letztes Kind des Kaufmanns Richard Huch (1830–1887) und seiner Frau Emilie, geborene Hähn (1842–1883), in der Villa Bierbaum, Petrithor-Promenade 16 (heute Inselwall) in Braunschweig geboren. Die älteren Geschwister waren die Schwester Lilly (1859–1947) und der Bruder Rudolf (1862–1943). Aus der seit 1815 in Braunschweig ansässigen wohlhabenden Kaufmannsfamilie Huch gingen mehrere Schriftsteller hervor; neben Ricardas Bruder Rudolf die Cousins Friedrich und Felix sowie deren Mutter Marie. Marie Huch wiederum war eine Tochter des Schriftstellers Friedrich Gerstäcker.

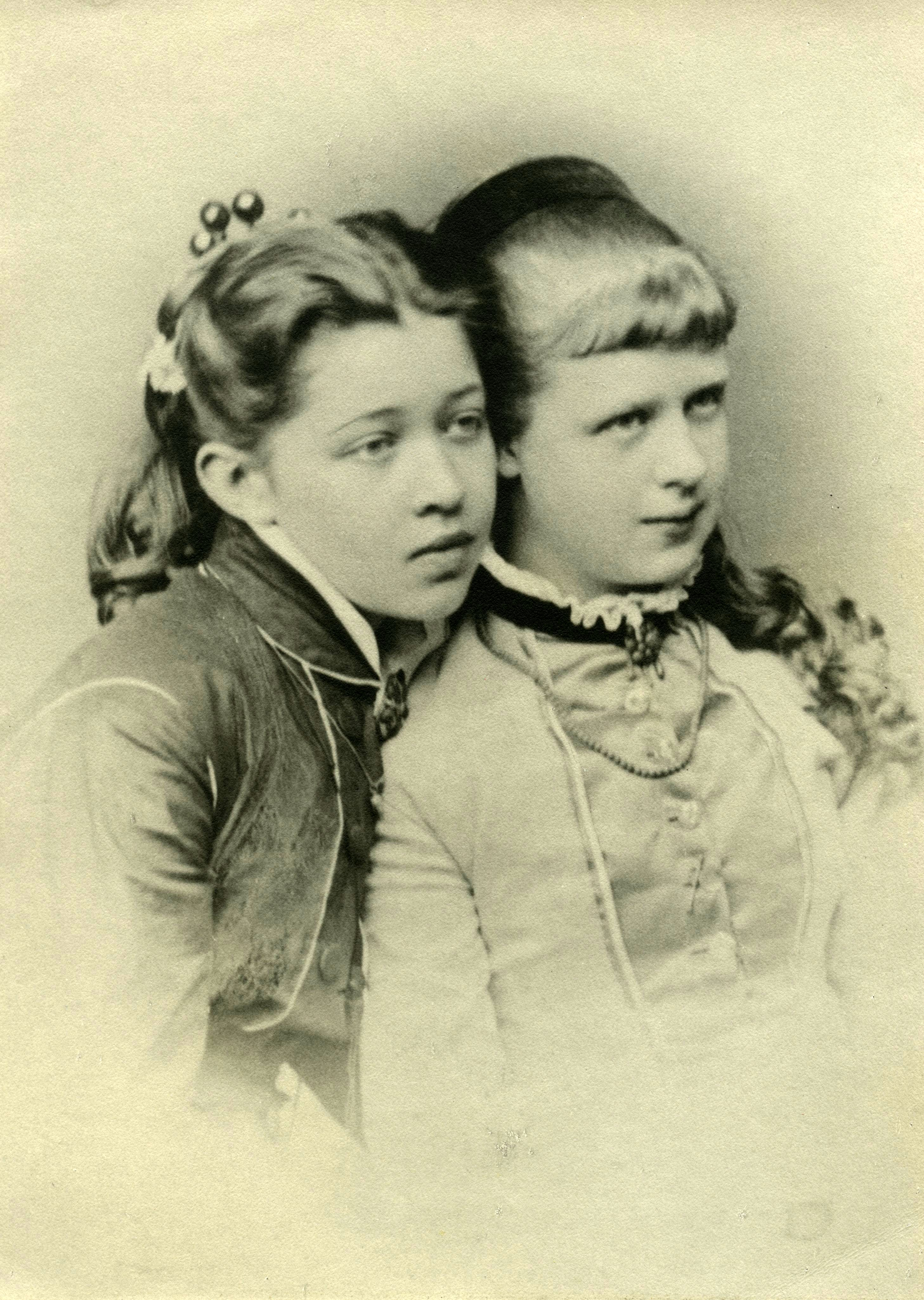
Ricarda Huch (links) und Anna Klie um 1875

Zum Zeitpunkt der Geburt Ricarda Huchs gehörte das ehemalige Bierbaumsche Anwesen dem Braunschweigischen Hofbankier und Kommerzienrat Otto Löbbecke. Sie wuchs nur einige hundert Meter entfernt in der Villa der Familie Huch, Hohetorpromenade 11 (heute Hohetorwall), auf. Die Villa hatte zuvor den Großeltern väterlicherseits gehört. Beide Gebäude existieren nicht mehr. Die Villa Bierbaum wurde im Zweiten Weltkrieg schwer beschädigt und 1961 abgerissen. An Ricarda Huch erinnern dort zwei Gedenktafeln. Die ursprüngliche Villa Hohetorwall wurde abgerissen, um 1903 einem Neubau Platz zu machen.
In der Villa Hohetorpromenade 11 verlebten Huch und ihre Geschwister eine sorglose Kindheit. Seit ihrer Jugend war Ricarda mit der ebenfalls in Braunschweig lebenden späteren Schriftstellerin Anna Klie befreundet. Diese Freundschaft währte bis zu Klies Tod 1913. Beide teilten das Interesse für Literatur, wobei Klie Huch unter anderem mit dem Werk Gottfried Kellers bekannt machte. Die Freundinnen pflegten zeitlebens einen regen Briefverkehr. Ricarda Huch bezeichnete ihre mehr als 30 Jahre währende Freundschaft mit Klie als einen „hübschen festen Punkt“ in ihrem wechselvollen Dasein.
Im Jahre 1879, Ricarda Huch war 15, heiratete ihre Schwester Lilly den gemeinsamen Cousin und promovierten Juristen Richard Huch (1850–1912), Sohn des Onkels William Huch und dessen Ehefrau Agnes. Im Jahr darauf verliebte sich Ricarda leidenschaftlich in ihren Schwager. Dies entwickelte sich zu einer unhaltbaren Situation im Hause Huch und eskalierte schließlich zu einem stadtweiten Skandal, sodass Ricarda Huch Braunschweig 1886 verlassen musste.

### Zürich – Studienzeit und erste Erzählungen
Huch zog nach Zürich, um das Abitur zu machen, was in Deutschland für Mädchen noch nicht möglich war.

„Seit meinem fünften Lebensjahre hatte ich Gedichte gemacht, später Novellen geschrieben; es war mir immer bewußt, daß dies meine Aufgabe und meine Leidenschaft war, der ich irgendwann einmal genügen würde. Während ich mich auf die Maturität vorbereitete, hatte ich nur selten einmal einen Vers zu machen mir erlaubt, und auch während meiner Studienzeit nahm ich mir vor, alle Kraft auf die vorliegende Arbeit zu wenden, mich nicht ablenken zu lassen. Nur einmal machte ich eine Ausnahme, indem ich eine kurze Erzählung schrieb, der ich den Titel Die Goldinsel gab. Sie spielte im Zeitalter der portugiesischen Entdeckungen und gründete sich auf die zu jener Zeit verbreitete Annahme, es gebe irgendwo eine Insel, wo Gold in Menge zu finden sei. Soweit ich mich erinnere, schwankte die Geschichte im Dunst unreifer Poesie, etwas Breiiges ohne Knochen, und ermangelte ganz des Wirklichkeitssinnes, wie auch gar nichts Erlebtes darinsteckte, aber der gütige Redakteur des ‚Berner Bundes‘, Joseph Viktor Widmann, nahm sie in die Sonntagsbeilage auf, und ich bekam vierzig Franken dafür. Mit diesem ersten selbstverdienten Gelde beschloß ich, von meinen damaligen Bekannten und mir eine Fotografie herstellen zu lassen, die ich meiner stets ein wenig um mein Los und die Gesellschaft, in der ich mich bewegte, besorgten Großmutter zu schicken gedachte; meine Eltern lebten beide nicht mehr.“

Danach blieb Huch in Zürich und nahm 1888 ein Studium der Geschichte, Philologie und Philosophie auf, was in Deutschland ebenfalls noch nicht möglich gewesen wäre (vgl. Frauenstudium im deutschen Sprachraum).

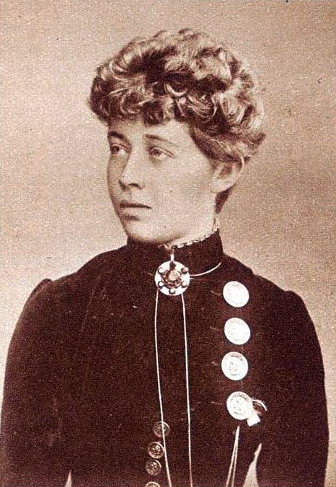
Ricarda Huch als Studentin in Zürich

1891 beendete sie ihr Studium mit dem Examen für das Lehramt für Höhere Schulen. Im Jahr 1892 wurde sie als eine der ersten Frauen an der Philosophischen Fakultät der Universität Zürich mit einer historischen Arbeit über Die Neutralität der Eidgenossenschaft während des spanischen Erbfolgekrieges promoviert. Seit ihren Studientagen war sie mit der Tiermedizinerin Marianne Plehn befreundet, die später die erste deutsche Professorin in Bayern wurde. In der Züricher „Pension Walder“ in Hottingen lernte Huch ihre lebenslange Freundin, die Chemiestudentin und spätere Sozialpolitikerin Marie Baum, kennen, die ihr 1950 mit Leuchtende Spur ein biographisches Denkmal setzte.
Während ihres Studiums arbeitete Ricarda Huch seit 1889 als unbezahlte Hilfskraft in der Stadtbibliothek Zürich. Ihre Tätigkeit beschränkte sich zunächst auf die formale Erfassung von ca. 6000 Broschüren aus der Zeit der Französischen Revolution aus der Sammlung Usteri. Zwei Jahre später wurde für sie eine Sekretärstelle geschaffen, die sie am 1. November 1891 antrat. Der Aufgabenbereich umfasste vor allem Korrespondenzen und die Verarbeitung von Druckschriften. Aus privaten Schreiben Ricarda Huchs geht hervor, dass sie den bibliothekarischen Alltag oft als langweilig, sich selbst als unterfordert empfand.
Zur selben Zeit begann sie daher, an der Töchterschule zu unterrichten und erste Texte zu veröffentlichen. So erschien 1891 ihr erster Gedichtband, den sie noch unter dem Pseudonym Richard Hugo veröffentlichte, 1892 dann das erste Bühnenstück Evoë!, das in der Presse wohlwollende Aufnahme fand, wenngleich der enzyklopädisch-gelehrte Stil moniert wurde. 1893 veröffentlichte Huch zum Entsetzen ihrer Familie den Roman Erinnerungen von Ludolf Ursleu dem Jüngeren, in dem sie ihre Beziehung zu Richard Huch und den unternehmerischen Untergang der eigenen Familie – lange vor Thomas Manns Buddenbrooks – verarbeitete. Nach der Kündigung bei der Stadtbibliothek im Herbst 1894 erschien im Jahr 1895 das von ihr verfasste Neujahrsblatt über die sogenannte Wickiana des Züricher Chorherrn Johann Jakob Wick. Inspiriert von Wicks Beschreibung eines Exorzismus, publizierte Huch darauf im Sonntagsblatt der Tageszeitung Der Bund eine Novelle mit dem Titel Eine Teufelei. Nachgelassene Papiere des Staatsschreibers Potzmanterle.

### Bremen, Wien, Triest, München, Braunschweig – zwei Ehen, eine Tochter und Werke über Romantik und Risorgimento

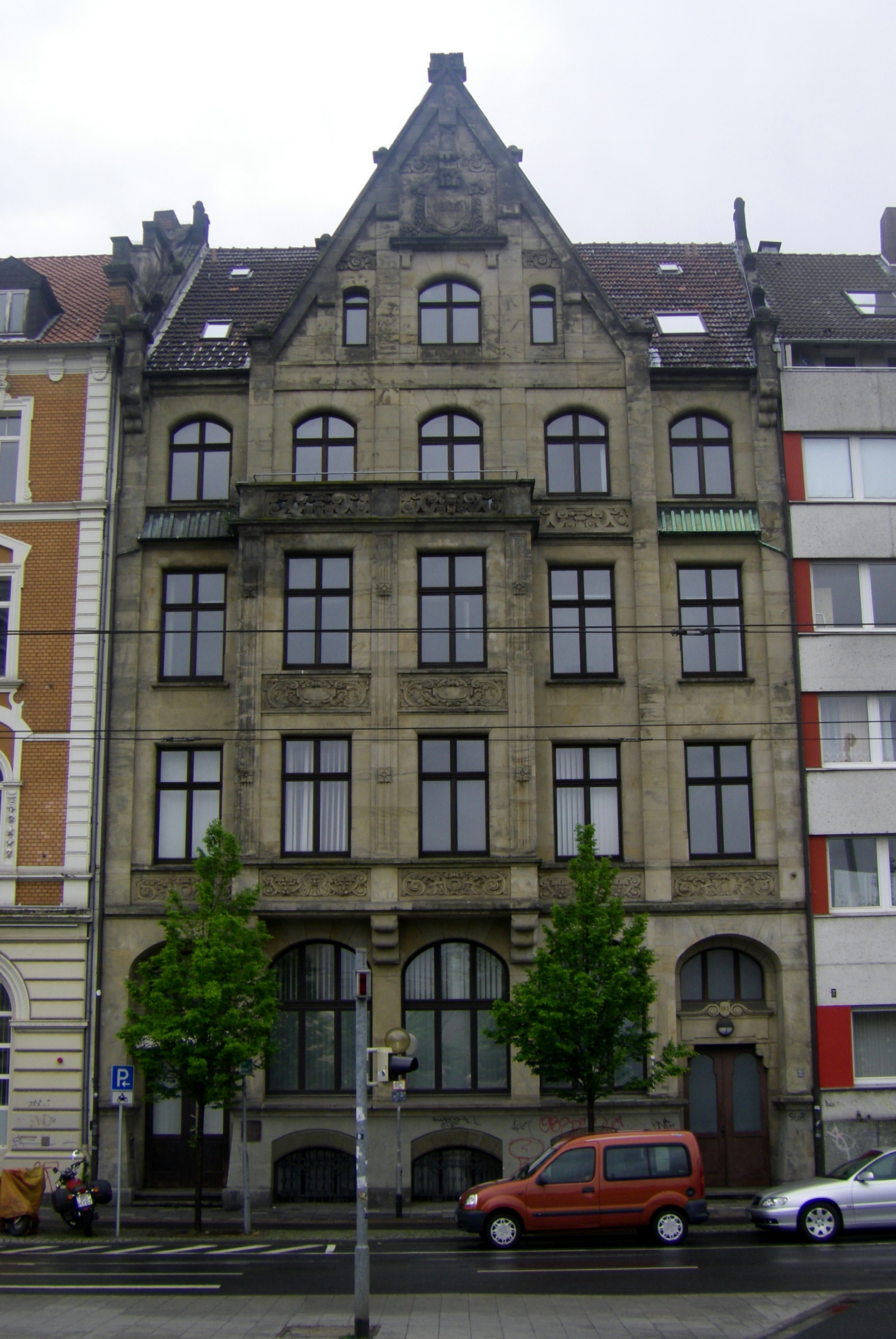
Braunschweig, Bruchtorwall 1, hier lebte Huch von 1907 bis 1910.

1896 nahm Huch eine Stelle als Lehrerin für Deutsch und Geschichte in Bremen an. Sie ging eine kurzzeitige Verlobung mit dem Bremer Juristen Hermann Wilhelm Eggers ein und engagierte sich, wie dieser, gegen den Alkoholmissbrauch und die Alkoholsucht. 1897 beschloss sie, als freie Schriftstellerin in Wien zu arbeiten, und begann über die Romantik zu arbeiten. Das Buch Blütezeit der Romantik erschien 1899. In Wien lernte sie 1898 den sieben Jahre jüngeren Zahnarzt Ermanno Ceconi (1871–1927) kennen und heiratete ihn. Huch lebte mit Ceconi 1898–1900 in dessen Heimatstadt Triest, die damals zu Österreich-Ungarn gehörte. 1899 wurde dort ihre Tochter Marietta geboren. In dieser Zeit erarbeitete Huch die Geschichte der italienischen Einigung, des Risorgimento, und die Rolle von Giuseppe Garibaldi. Weil sie sich mit dieser Forschung Verdienste um Italien erworben hatte, wurde sie später von den italienischen Faschisten geschätzt, was sie wiederum im nationalsozialistischen Deutschland vor Verfolgung bewahrte.

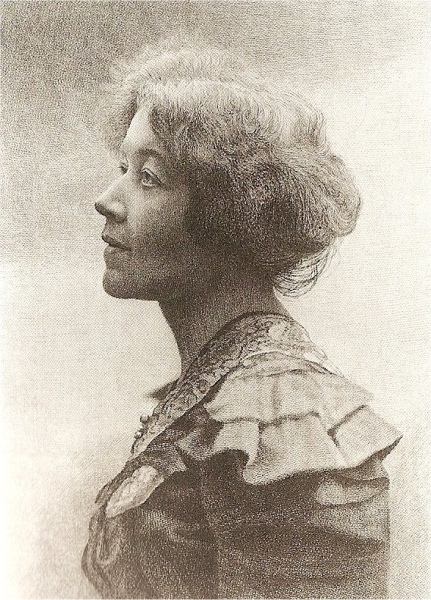
Ricarda Huch, Radierung von Johann Lindner, 1901

1900 zog Huch mit ihrer Familie nach München. Im Rahmen ihres Engagements gegen den Alkoholmissbrauch hielt Huch am 21. Oktober 1902 eine Rede vor dem Sozialwissenschaftlichen Bildungsverein in Wien mit dem Titel „Rausch und künstlerische Produktion“, in der sie ausführte: „Der Rausch, insbesondere der Alkoholrausch, steigert den Produktionstrieb und die Selbstzufriedenheit, sodass der Berauschte zu künstlerischem Schaffen gereizt und von seiner Leistung bald befriedigt wird; diese Leistung gerät aber schwächer, als dem Vermögen des Betreffenden entspricht, weil seine Urteilskraft nicht völlig gegenwärtig ist.“ Die Rede wurde im Wortlaut in der Internationalen Monatsschrift zur Erforschung des Alkoholismus und Bekämpfung der Trinksitten abgedruckt, dem offiziellen Organ des Alkoholgegnerbundes.
In München freundete Huch sich mit der Malerin Sophie von Scheve und der jungen Germanistin Käthe Brodnitz an. 1905 begann Ceconi ein Verhältnis mit Käte Huch, Tochter von Ricardas Schwester Lilly und ihrem Jugendschwarm Richard Huch, was zur Scheidung beider Paare führte. 1907 heirateten Ricarda und Richard Huch. Während dieser Ehe hatte Huch ihren Lebensmittelpunkt wieder in Braunschweig. Sie veröffentlichte in Neue Gedichte sexuell freizügige Liebeslyrik, die unter anderem von Richard Dehmel kritisiert wurden. Die Ehe mit Richard Huch war jedoch unglücklich und endete 1911 mit der Scheidung. 1914 starb Richard Huch.

### München, Zürich, Berlin – Bücher über Bakunin, die Religion und die Deutsche Revolution 1848/49
Nach der Scheidung 1911 kehrte Huch nach München zurück. Sie lebte dort bis 1916. Direkt bei der Gründung des Münchner Schriftstellerinnen-Vereins 1913 trat sie ein. Während des Ersten Weltkrieges von 1916 bis 1918 zog sie erneut in die Schweiz und lebte vom Kriegsende bis 1927 wieder in München. Sie schrieb viele wichtige Bücher, zum Beispiel die Biographie Michael Bakunin und die Anarchie (1923). Auch ihre religionsphilosophischen Bücher entstanden zwischen 1914 und 1926 hier (Luthers Glaube, Vom Sinn der Heiligen Schrift und Entpersönlichung, Der wiederkehrende Christus), mit denen sie die christliche Religion durch Übersetzung der Diktion und Denkbegriffe in die Moderne hinüberzuretten versuchte. In München lernte Huch unter anderem Thomas Mann, Annette Kolb und Rainer Maria Rilke kennen, auch kam sie in Kontakt mit der Frauenbewegung, mit deren Vordenkerinnen Ika Freudenberg und Gertrud Bäumer sie korrespondierte. Katia Mann schildert in ihren Lebenserinnerungen, dass ihre Kinder bei Ermanno Ceconi in zahnärztlicher Behandlung waren.
1926 heiratete Ricarda Huchs Tochter, Marietta, in Berlin Franz Böhm, der als Referent im Reichswirtschaftsministerium tätig war. Im selben Jahr wurde Ricarda Huch als erste Frau in die Sektion für Dichtkunst der Preußischen Akademie der Künste aufgenommen. 1927 zog sie zu ihrer Tochter und ihrem Schwiegersohn nach Berlin, wo sie bis 1932 lebte. 1929 wurde ihr Enkel, der spätere Rechtswissenschaftler Alexander Böhm, geboren. Hier entstand u. a. ihre Arbeit über die deutsche Revolution 1848/1849, Alte und neue Götter (1930).

### Freiburg im Breisgau, Jena – Zeit des Nationalsozialismus und drei Bände zur Deutschen Geschichte

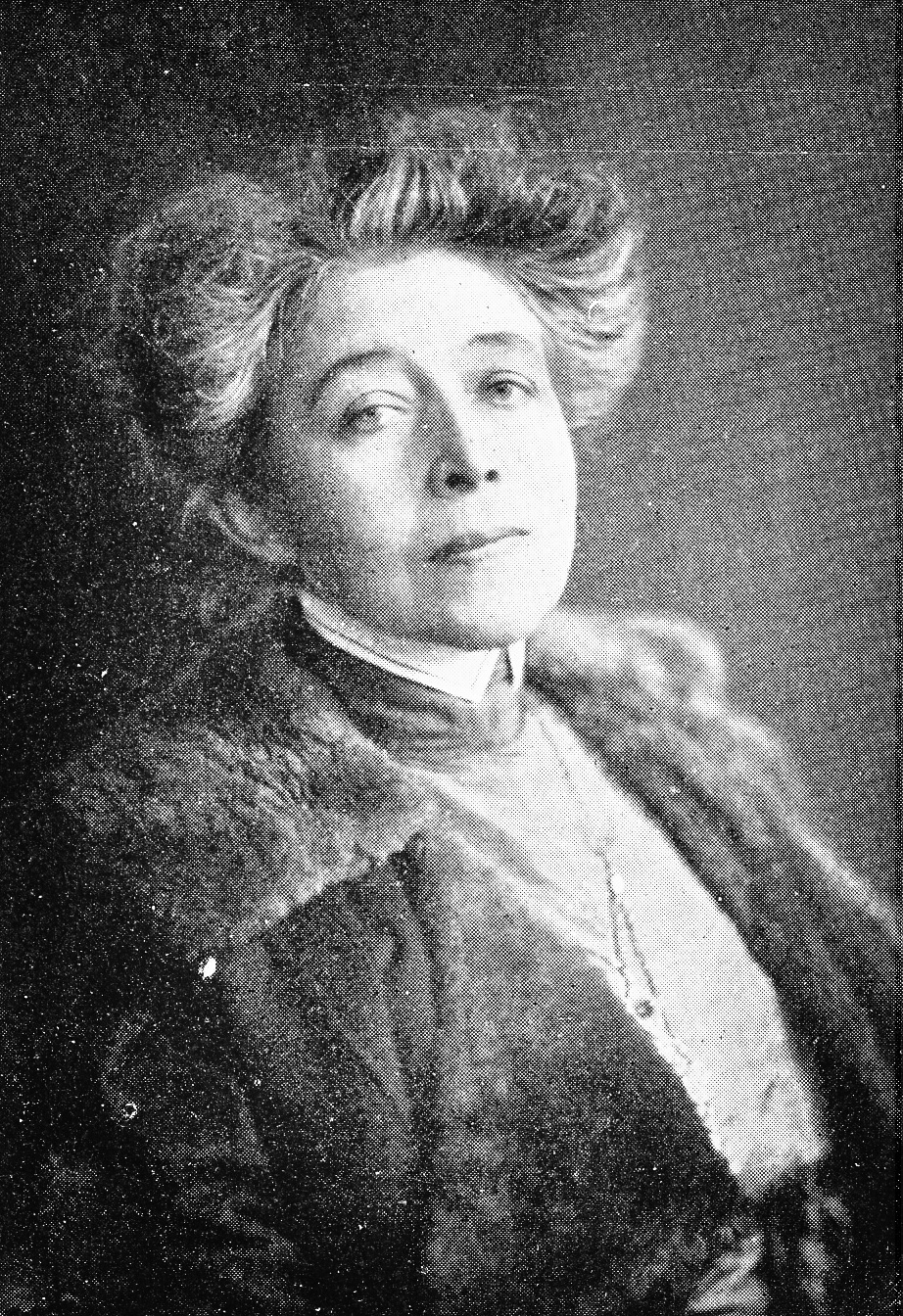
Ricarda Huch (um 1914)

Wegen eines Lehrauftrags Franz Böhms lebte Huch ab 1932 in Freiburg im Breisgau.
Nach der Machtergreifung der Nationalsozialisten verweigerte Ricarda Huch 1933 eine von den Mitgliedern der Preußischen Akademie der Künste verlangte Loyalitätserklärung mit der Begründung, dass sie „… verschiedene der inzwischen vorgenommenen Handlungen der neuen Regierung aufs schärfste missbillige“. Als Protest gegen den Ausschluss von Alfred Döblin trat sie im Frühling 1933 als erstes Mitglied aus der Akademie aus. Ironischerweise rückte ihr älterer Bruder, Rudolf Huch, im selben Jahr an ihrer Stelle nach.
Das Verhältnis des neuen Regimes zu Ricarda Huch war widersprüchlich. Ihr Ausscheiden aus der Akademie wurde nicht öffentlich gemacht, sie wurde Mitglied des Ehrensenats des im Juni 1933 gegründeten Reichsverbandes Deutscher Schriftsteller und bekam zu ihrem 80. Geburtstag Glückwunschtelegramme von Joseph Goebbels und Adolf Hitler, obwohl ihr Geburtstag in der Presse nicht erwähnt werden durfte. Man wusste, dass sie dem Nationalsozialismus feindlich gegenüberstand, wollte aber wegen ihrer Verbindungen nach Italien und des befürchteten negativen Propagandaeffekts nicht gegen sie vorgehen. Ihre Bücher wurden nicht bei Bücherverbrennungen auf Scheiterhaufen geworfen, doch wurde sie totgeschwiegen, was ihre Einkünfte erheblich schmälerte. Für das 1932 erschienene Buch Gerechtigkeit! Zur Lösung der Judenfrage von Friedrich von Oppeln-Bronikowski, einer Streitschrift gegen den Antisemitismus, hatte Huch das Vorwort geschrieben. Dies konnte jedoch nicht verhindern, dass das Buch verboten wurde, wie auch ihre Abhandlung über Michael Bakunin von 1923. Offenbar aus finanziellen Überlegungen trat sie der 1933 gegründeten Reichsschrifttumskammer bei. Es half ihr, dass ihr 1927/28 erstmals veröffentlichtes dreibändiges Werk Im alten Reich. Lebensbilder deutscher Städte 1933/34 neu aufgelegt wurde. Auch half ihr der Verleger Martin Hürlimann mit einer vertraglich vereinbarten Vorauszahlung für Deutsche Geschichte.
Der erste, 1934 erschienene Band ihrer Deutschen Geschichte, die das nationalsozialistische Regime als implizite Kritik verstand, wurde von der offiziellen Literaturkritik, namentlich von Anne-Marie Koeppen, verrissen. Einzig Reinhold Schneider würdigte das Werk positiv in einer Buchrezension. Der zweite Band konnte 1937 nur unter großen Schwierigkeiten erscheinen, der dritte und letzte, im Jahr 1941 fertiggestellte Band zunächst überhaupt nicht. Er wurde erst 1949, zwei Jahre nach Ricarda Huchs Tod, in Zürich veröffentlicht.

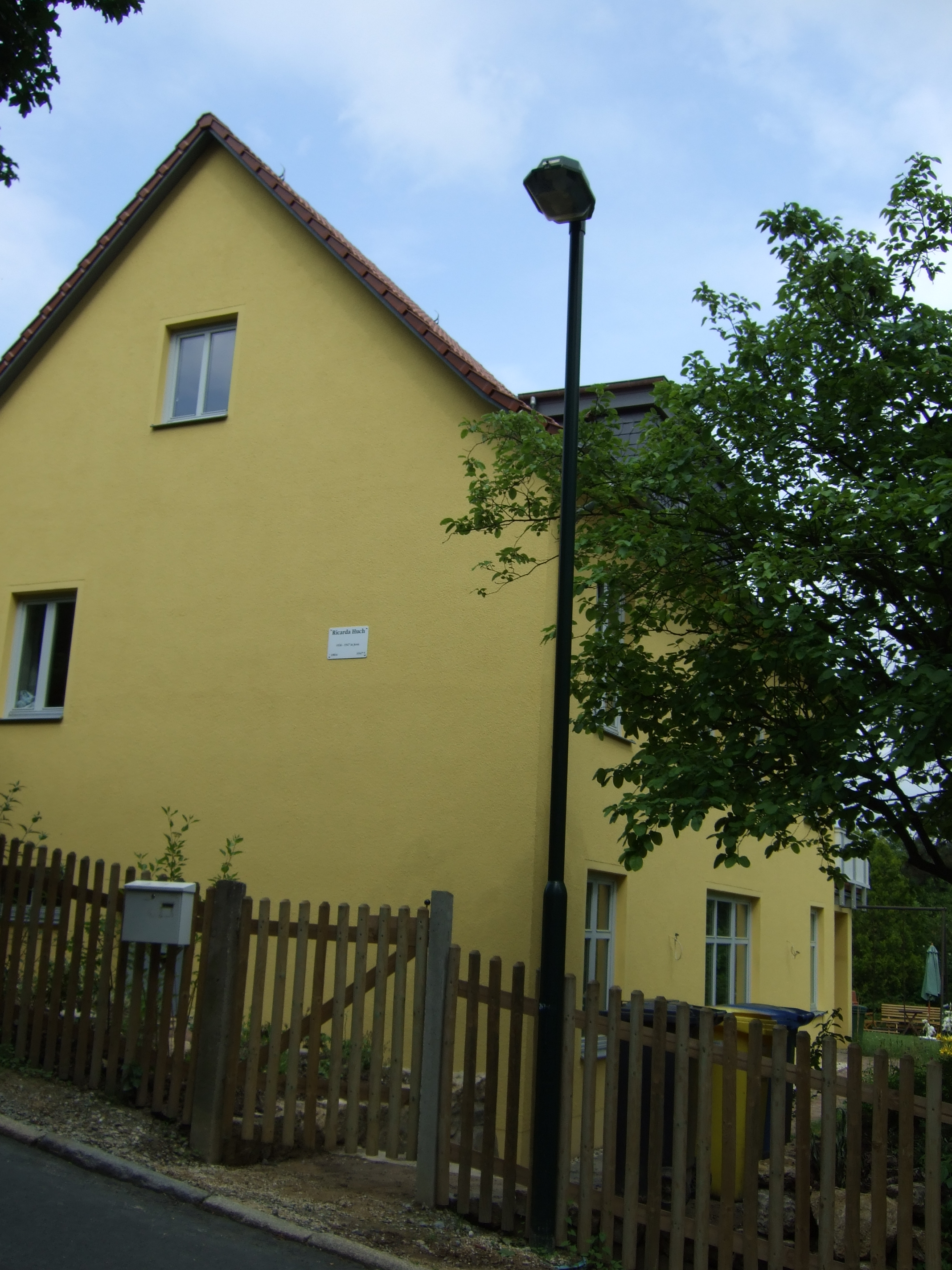
Haus, in dem Ricarda Huch in Jena lebte, nun im Ricarda-Huch-Weg

Huchs Schwiegersohn, Franz Böhm, erhielt 1936 einen Lehrauftrag an der juristischen Fakultät der Universität Jena. Die Zeit von 1936 bis 1947, in der sie mit ihrer Tochter, Franz Böhm und dem Enkel Alexander in Jena lebte, lässt sich bis zum Kriegsende als innere Emigration beschreiben, die durch zahlreiche Kontakte Huchs zu Gegnern des Nationalsozialismus gekennzeichnet war. Weil es nur wenige Orte gab, in denen ein offenes Wort gesprochen werden konnte, entwickelte sich Ricarda Huchs Wohnung am damaligen Oberen Philosophenweg (heute Ricarda-Huch-Weg) zu einem Treffpunkt, an dem neben Künstlern und Wissenschaftlern auch Personen verkehrten, die selbst oder deren Verwandte später am missglückten Attentat auf Adolf Hitler am 20. Juli 1944 beteiligt waren. Ihr Schwiegersohn hatte es nur einer Namensverwechslung zu verdanken, dass er nicht im Zuge der Aktion Gitter verhaftet wurde. Er und Huch hatten bei einer privaten Einladung im Mai 1937 die Politik der Nationalsozialisten kritisiert, woraufhin beide vom Hochschullehrer Richard Kolb denunziert wurden, was zu einem Verfahren nach dem Heimtückegesetz und für Böhm 1938 zum Entzug des Lehrauftrags an der Universität Jena sowie 1940 der generellen Lehrbefugnis führte. Huch, und damit auch Böhm, standen allerdings unter der Protektion des nationalsozialistischen Reichsjustizministers, Franz Gürtner.

### Jena, Frankfurt am Main – Nachkriegszeit und Lebensläufe von Widerstandskämpfern
Den Frauen und Männern des Widerstands ein Denkmal zu setzen, war der mittlerweile greisen Dichterin eine Aufgabe, die sie sich für die Zeit nach dem „Dritten Reich“ vorgenommen hatte. Dieses Projekt, die Lebensläufe der Widerstandskämpfer in Biographien festzuhalten, glückte nicht vollständig. Immerhin gelang es Huch noch, die Münchener Weiße Rose und die Geschwister Scholl der Nachwelt einzuprägen. Material zu den Widerstandsgruppen der Roten Kapelle übergab sie 1947 dem Schriftsteller Günther Weisenborn, der es für sein Buch Der lautlose Aufstand verwendete. Andere Dokumente, die Huch für ihr letztes Buchprojekt gesammelt hatte, gingen nach ihrem Tod teils an die Eigentümer zurück, teils an das Institut für Zeitgeschichte in München. Erst 1997 wurden die Originalarbeiten Ricarda Huchs im Leipziger Universitätsverlag veröffentlicht: In einem Gedenkbuch zu sammeln...: Bilder deutscher Widerstandskämpfer.

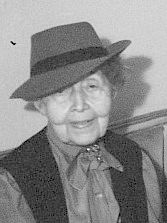
Ricarda Huch im Kulturbundclub 1946

In der unmittelbaren Nachkriegszeit bemühten sich die kommunistischen und sowjetischen Stellen darum, Ricarda Huch für sich zu gewinnen: So zeichnete die Jenaer Friedrich-Schiller-Universität Huch 1946 mit der Ehrendoktorwürde aus. Sie war Mitglied und Alterspräsidentin der Beratenden Landesversammlung Thüringen, dem ernannten ersten Vorparlament des wiedererrichteten Landes Thüringen. Ein Zitat von Ricarda Huch aus ihrer Zeit als Alterspräsidentin der Beratenden Landesversammlung schmückt heute das Parlament in Erfurt: Wer den Thüringer Landtag durch den ursprünglichen Eingang an der Arnstädter Straße betritt, trifft im Foyer auf ihre Worte vom 12. Juni 1946, die wie eine Widmung wirken: „Es sei dem Lande Thüringen beschieden, dass niemals mehr im wechselnden Geschehen ihm diese Sterne untergehen: Das Recht, die Freiheit und der Frieden.“

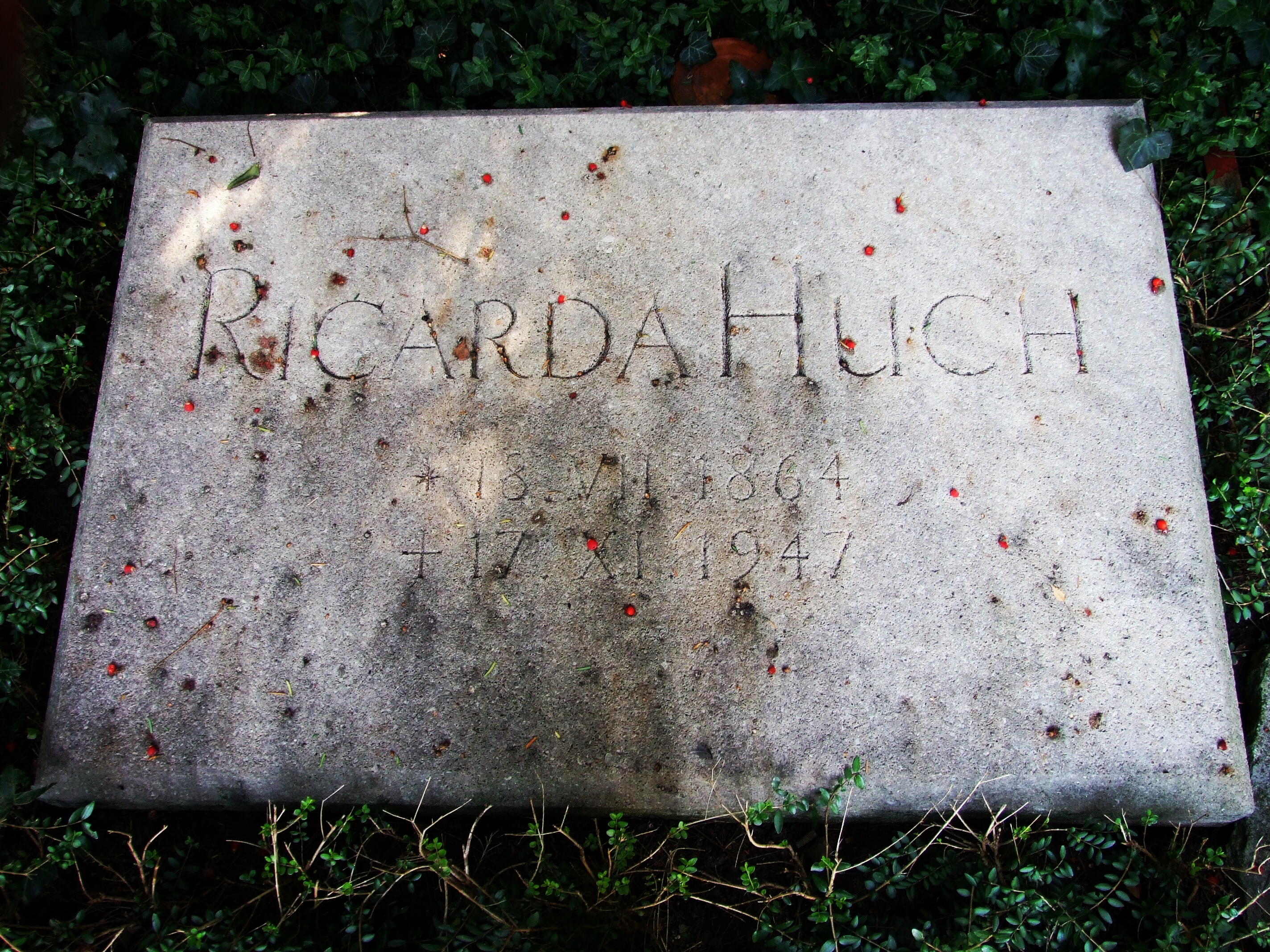
Grabstätte auf dem Hauptfriedhof in Frankfurt am Main

Auf dem Ersten deutschen Schriftstellerkongress vom 4. bis 8. Oktober 1947 im sowjetzonalen Teil Berlins fungierte sie als Ehrenpräsidentin und hielt einen viel beachteten Vortrag. Dieser markierte eine „erste und ernste Zäsur“ für das Verhältnis der Schriftsteller zu dem neuen, im Entstehen begriffenen Staat. Sie hatte nämlich unter anderem gesagt:

„Meine lieben Kollegen, es ist mir ein Bedürfnis, meine Freude darüber auszusprechen, dass Schriftsteller aus den westlichen Zonen so zahlreich sich eingefunden haben. […] Das gibt uns das Gefühl, in Deutschland zu sein, nicht nur in einem Teil von Deutschland, sondern im ganzen einigen Deutschland.“

Wenige Stunden nach ihrer Rede floh sie aus der sowjetischen Besatzungszone – sehr betroffen durch ständige Kontrolle, Vorschriften und Gewalt der Regierenden. Sie reiste nach Frankfurt am Main, wo ihr Schwiegersohn, Franz Böhm, hessischer Kultusminister geworden war. Den Reisestrapazen im ungeheizten Zug über die Sektorengrenze war ihre Gesundheit jedoch nicht mehr gewachsen. Im Gästehaus der Stadt Frankfurt in Schönberg starb sie am Morgen des 17. November 1947. Auf dem Frankfurter Hauptfriedhof fand sie ein Ehrengrab (Grablage: Gewann II, 204). Alfred Döblin äußerte nach dem Tod von Ricarda Huch:

„Mut war ihr selbstverständlich. Sie war, wie es sich für Naturen ihrer Art gehört, viel zu stolz, um nicht mutig zu sein.“

## Literarisches Schaffen

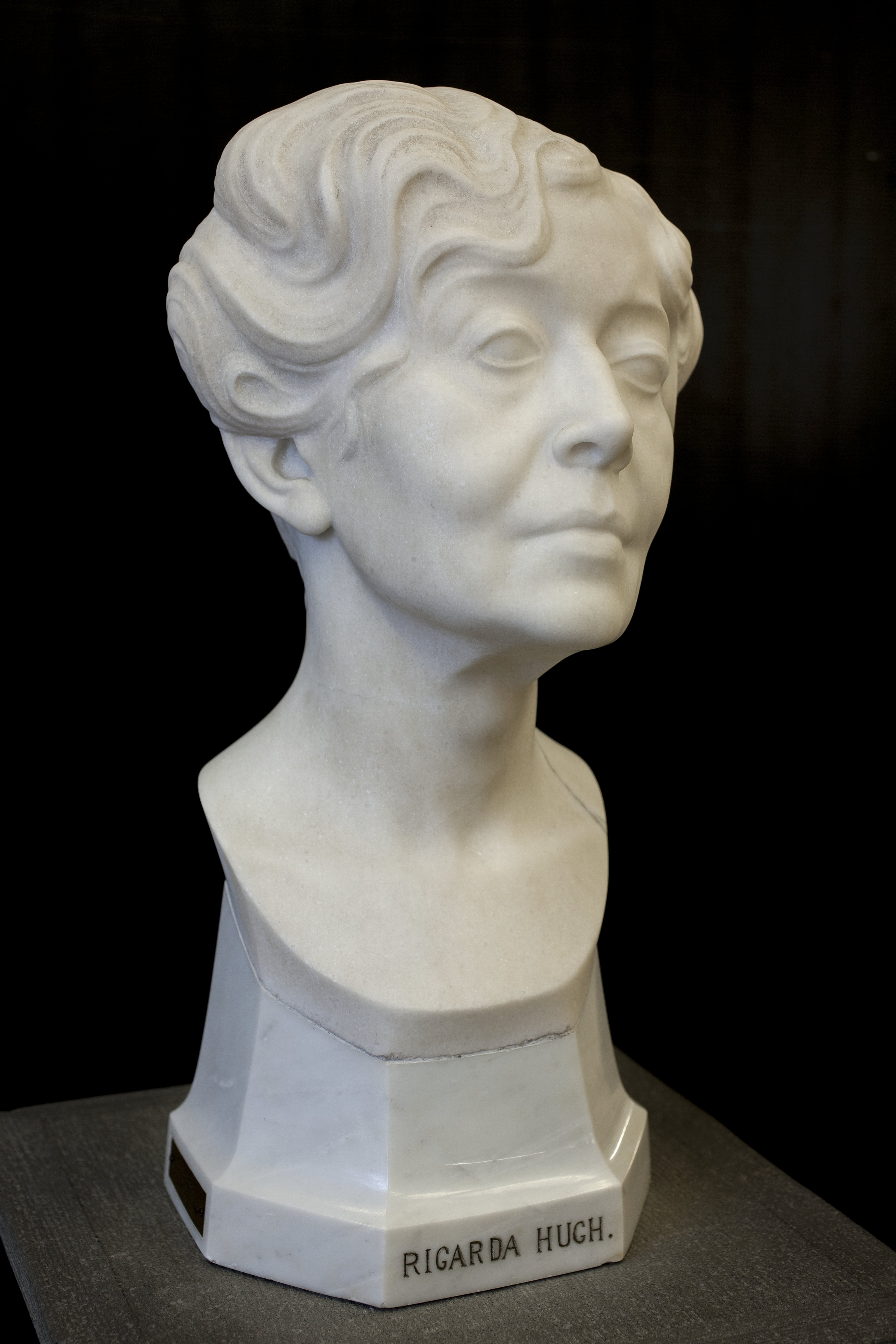
Ricarda Huch; 1916, von Paul Peterich

Ricarda Huchs literarisches Werk ist umfangreich und von thematischer wie stilistischer Breite. So begann sie mit Gedichten, schrieb dann Dramen und Romane und vor allem historische Werke, die zum Teil episodenhaft zwischen Geschichtswissenschaft und Literatur angesiedelt sind. Ihre Werke über die Romantik (1899/1902), über die Menschen im Dreißigjährigen Krieg und über Persönlichkeiten des Vormärz und der Deutschen Revolution 1848/1849 (Alte und neue Götter, 1930) bestechen durch ungemein lebendige Personenschilderungen, die keine Scheu vor persönlichen Wertungen haben.
Im Jahr 1899 gelang ihr mit der Erzählung Der arme Heinrich, enthalten im Sammelband Fra Celeste, eine bemerkenswerte Adaption des Armen Heinrich, bei der die sich freiwillig opfernde Jungfrau im Unterschied zur Vorlage nicht gerettet, sondern geschlachtet wird. Damit bricht sie mit den Erwartungen und Wertvorstellungen des Lesers, was typisch für die frühe literarische Moderne ist. Ricarda Huch gilt als wichtigste Vertreterin des literarischen Jugendstils.
Ricarda Huch widmete sich seit den 1910er Jahren der italienischen, deutschen und russischen Geschichte. Ihre historischen Werke sind meist psychologisch-biographisch geprägt. Unter anderem verfasste sie Biographien über Michail Bakunin und Federico Confalonieri. Ihre monumentale Deutsche Geschichte entstand zwischen 1934 und 1947 und umfasst sowohl das Mittelalter als auch die Frühe Neuzeit.
Huch nahm an den vielfältigen Reformbewegungen der Weimarer Republik Anteil und publizierte unter anderem in der Zeitschrift Die Neue Generation.

## Rezeption und Kritik
Eine Umfrage 1926 in der Zeitschrift Die Literarische Welt bescheinigt Ricarda Huch, eine der bekanntesten Schriftstellerinnen und Intellektuellen ihrer Zeit zu sein. Die wissenschaftlichen Lexika und auch die Texte der Frauenbewegung erwähnten Huch jedoch nicht. Bei der politischen Verortung tun sich Kritiker schwer. Sie schrieb im März 1931 dazu in einem Brief an Erich Lichtenstein, der Autoren für einen Sammelband unter dem Titel „Bürgerliches Manifest“ suchte, Folgendes:

„Ich kann, wenn ich ehrlich sein will, nichts durchweg Erfreuliches sagen. Ich kann auch nichts Einfaches sagen, da die Situation zu kompliziert ist. Ich bin nicht marxistisch, ich bin nicht kapitalistisch, ich bin nicht nationalsozialistisch, aber ich bin auch nicht schlichtweg demokratisch im heutigen Sinn.“

Inge Stephan schreibt Huch einen „Romantischen Sozialismus“ zu: „Weltbürgerlicher Humanismus, anarchistische Freiheitsideen und Vorstellungen eines alternativen, unentfremdeten Lebens verbanden sich mit ständigem Reichsdenken und nationalem Pathos zu einer politischen Philosophie, die Huch zwar unanfällig gegen den totalitären Zugriff der Nationalsozialisten werden ließ, ihrem späten Werk aber einen hohen Grad von Abstraktheit und Angestrengtheit verlieh“.
Obwohl Ricarda Huch von Feuilletonisten und Literaturwissenschaftlern immer wieder als vergessen bezeichnet wird, erschienen die meisten ihrer Werke – insbesondere anlässlich des 150. Geburtstags der Autorin – immer wieder in Neuauflagen sowie zwischen 2017 und 2021 in digitaler Form.
Huchs Werke erschienen in 25 Ländern.

## Auszeichnungen und Ehrungen
- 1917: der Asteroid 879 wird entdeckt und später Ricarda benannt
- 1924: Ehrensenatorin der Ludwig-Maximilians-Universität München[14]
- 1924 nannte Thomas Mann sie anlässlich ihres 60. Geburtstages „Die erste Frau Deutschlands … wahrscheinlich heute die erste Europas …“
- 1926: Berufung in die Sektion für Dichtkunst der Preußischen Akademie der Künste; sie war die erste Frau in diesem Gremium[41] 1933 erklärte Ricarda Huch in einem Brief ihren Austritt.[23]
- 1931: Goethepreis der Stadt Frankfurt am Main; anlässlich des 200. Geburtstages von Goethes Mutter Aja sollte die Preisträgerin eine Frau sein[42]
- 1944: Wilhelm-Raabe-Preis für das Gesamtwerk
- 1946: Ehrendoktorwürde der Friedrich-Schiller-Universität Jena
- 1975: Die Deutsche Bundespost legt Sondermarken zum Thema Bedeutende deutsche Frauen auf; die 40-Pfennig-Briefmarke ist Ricarda Huch gewidmet. Die übrigen Marken der Reihe sind Annette Kolb, Else Lasker-Schüler und Gertrud von Le Fort gewidmet. Der Entwurf stammt von Gerd Aretz.40-Pfennig-Briefmarke Ricarda Huch von 1975

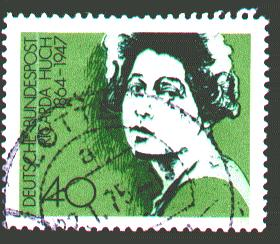
40-Pfennig-Briefmarke Ricarda Huch von 1975

- 1994: Ausstellung im Deutschen Literaturarchiv Marbach, kuratiert von Jutta Bendt und Karin Schmidgall[43]
- 1998: der 1990 entdeckte Asteroid 8847 wird Huch benannt
- 3. Juli 2014: Sondermarke der Deutsche Post AG anlässlich des 150. Geburtstags mit dem Zitat „Kein Fürchten soll mich lähmen“

Seit 1978 verleiht die Stadt Darmstadt alle drei Jahre den Ricarda-Huch-Preis an eine Persönlichkeit, die sich durch unabhängiges Denken und mutiges Handeln auszeichnet.
Seit 2015 wird die Ricarda Huch Poetikdozentur der Technischen Universität Braunschweig zum Thema Gender in der literarischen Welt veranstaltet.
Nach Ricarda Huch wurden Schulen in Braunschweig-Gliesmarode, Hannover-List, Kiel, Krefeld, Hagen, Gelsenkirchen, Gießen, Dreieich, Dortmund und München benannt (siehe Ricarda-Huch-Schule).
Eine Richarda-Huch-Straße gibt es in über 50 Kommunen in Deutschland, unter anderem in Kronberg-Schönberg. In 36 deutschen Kommunen gibt es einen Ricarda-Huch-Weg, unter anderem in Böblingen, Blaustein, Brühl (Rheinland), Hannover-Südstadt, Jena-Nord, Lage (Lippe), Langenhagen, Niederkassel, Ratzeburg, Waltrop, Wien. Daneben gibt es einen Ricarda-Huch-Bogen in Mammendorf, einen Ricarda-Huch-Hof in Böblingen und je einen Ricarda-Huch-Ring in Hamburg und Wolfsburg.
1924 wurde im Münchner Stadtteil Milbertshofen-Am Hart  an der Schenkendorfstraße anlässlich von Huchs 60. Geburtstag der Ricarda-Huch-Platz angelegt, der jedoch nicht mehr existiert; seit 1947 gibt es im selben Stadtteil eine Ricarda-Huch-Straße.
Als Museen wurden das Ricarda-Huch-Haus in Jena sowie in Braunschweig eingerichtet, wo auch die Ricarda-Huch-Gesellschaft ihren Sitz hat.
Der ICE 695 von Berlin nach Karlsruhe, München und Stuttgart trägt den Namen Ricarda Huch. In die umgekehrte Richtung war die Zugnummer ICE 694. Er fuhr von 1991 bis 1993 als Zug der Berliner Reichsbahn. Der Betrieb kann bis 2001 nachgewiesen werden.

## Darstellung Ricarda Huchs in der bildenden Kunst
- Karl Stratil: Porträt Ricarda Huch (Holzschnitt, 10,7 × 8,2 cm)
- Johann Lindner: Radierung, 1901
- Clara Westhoff: Bronzebüste, 1912
- Paul Peterich, Marmorbüste, 1916[61]
- Karl Bauer: Lithographie, 21. August 1919
- Wanda von Debschitz-Kunowski: Fotografie, 1930
- Gerlinde Böhnisch-Metzmacher: Porträt Ricarda Huch (1988, Linolschnitt, 15,5 × 10 cm)

## Werke (Auswahl)
Auch wenn die Liste der hier aufgeführten Werke lang erscheint, stellt sie nur die bestbekannten Werke dar. So listet Michael Meyer (1998) 229 Seiten an Texten auf, die von Ricarda Huch stammen und im Original neben dem Deutschen Literaturarchiv Marbach auf zahlreiche Bibliotheken und Archive verteilt sind.

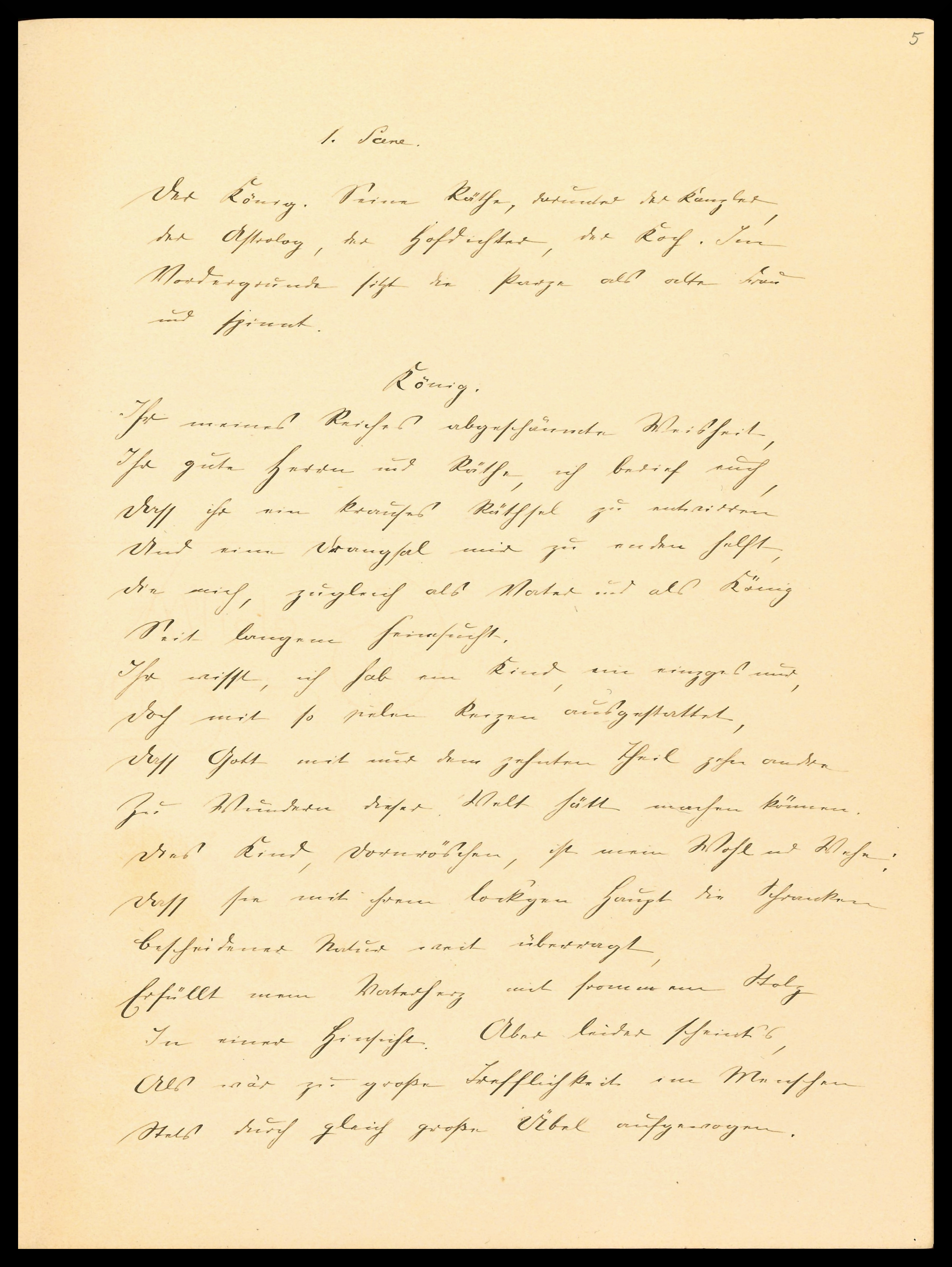
Manuskriptseite aus

### Dramen
- Der Bundesschwur. Lustspiel mit Benutzung der historischen Ereignisse in der schweizerischen Eidgenossenschaft vom Jahre 1798. Zürich 1890.[63] (veröffentlicht unter dem Namen Richard Hugo)
- Evöe! Dramatisches Spiel in fünf Aufzügen. Hertz, Berlin 1892, DNB 574041745.
- Dornröschen. Ein Märchenspiel. Leipzig 1902 (als Festspiel gedichtet 1892 in Zürich).
- Das Spiel von den vier Züricher Heiligen. Aufgeführt zur Einweihung der neuen Tonhalle in Zürich am 22. Oktober 1895. Als Manuskript gedruckt Zürich 1895.

### Gedichte
- Gedichte. Dresden 1891. Der Gedichtband erschien unter dem Pseudonym Richard Hugo und wurde von der Kritik positiv aufgenommen. Huch selbst distanzierte sich davon.[64]
- Gedichte. Hansebooks GmbH, Norderstedt 2017, ISBN 978-3-7436-6902-4 (Erstausgabe:  Leipzig  1894, Überarbeitete Neuauflage ohne 32 Balladen aus der Ausgabe von 1891).[64]
- Neue Gedichte. Insel-Verlag, Leipzig 1907.[65]
- Alte und neue Gedichte. Insel-Verlag, Leipzig 1920, DNB 57404177X.
- Gesammelte Gedichte. Insel-Verlag, Leipzig 1929, DNB 574041788.
- Herbstfeuer. Gedichte. Suhrkamp, Frankfurt am Main 1999, ISBN 3-518-22327-5 (Erstausgabe: Insel, Leipzig  1944). - Insel-Bücherei 144/2

### Erzählungen
- Die Hugenottin. Historische Novelle. Bernhard Hermann & C. E. Schulze, Bern / Basel 1932 (Erstausgabe:  Schweizerische Rundschau  1892). Nachdruck im Sammelband: Die Hugenottin. Erzählungen. Band 2. Boer Verlag, Grafrath 2018, ISBN 978-3-947618-28-6.
- Der Mondreigen von Schlaraffis. Novelle. Contumax-Hofenberg, Berlin 2018, ISBN 978-3-7437-2661-1 (Erstausgabe:  Leipzig  1896).
- Teufeleien. Novellen. Contumax-Hofenberg, Berlin 2018, ISBN 978-3-7437-2665-9 (Erstausgabe:  Leipzig  1897).
- Haduvig im Kreuzgang. Novelle. Bertelsmann, Gütersloh 1960, DNB 452120411 (Erstausgabe:  Leipzig  1897).
- Fra Celeste und andere Erzählungen. (Der arme Heinrich; Der Weltuntergang; Die Maiwiese). Hermann Haessel Verlag, Leipzig 1899.
- Seifenblasen. Drei scherzhafte Erzählungen: Lebenslauf des heiligen Wonnebald Pück, Aus Bimbos Seelenwanderungen, Das Judengrab. Contumax-Hofenberg, Berlin 2017, ISBN 978-3-7437-2276-7 (Erstausgabe:  Stuttgart  1905).
- Der Hahn von Quakenbrück und andere Novellen. (Der Sänger, Der neue Heilige). Contumax-Hofenberg, Berlin 2017, ISBN 978-3-7437-2268-2 (Erstausgabe:  Berlin  1910).
- Der letzte Sommer. Eine Erzählung in Briefen. Suhrkamp, Berlin 2019, ISBN 978-3-518-24234-6 (Erstausgabe:  Stuttgart  1910).
- Der wiederkehrende Christus. Eine groteske Erzählung. Insel-Verlag, Leipzig 1926, DNB 574041664.
- Weiße Nächte. Novelle. Contumax-Hofenberg, Berlin 2018, ISBN 978-3-7437-2666-6 (Erstausgabe: Atlantis, Zürich  1943).
- Der falsche Großvater. Erzählung. Insel-Verlag, Wiesbaden 1953, DNB 452120403 (Erstausgabe:  1947).

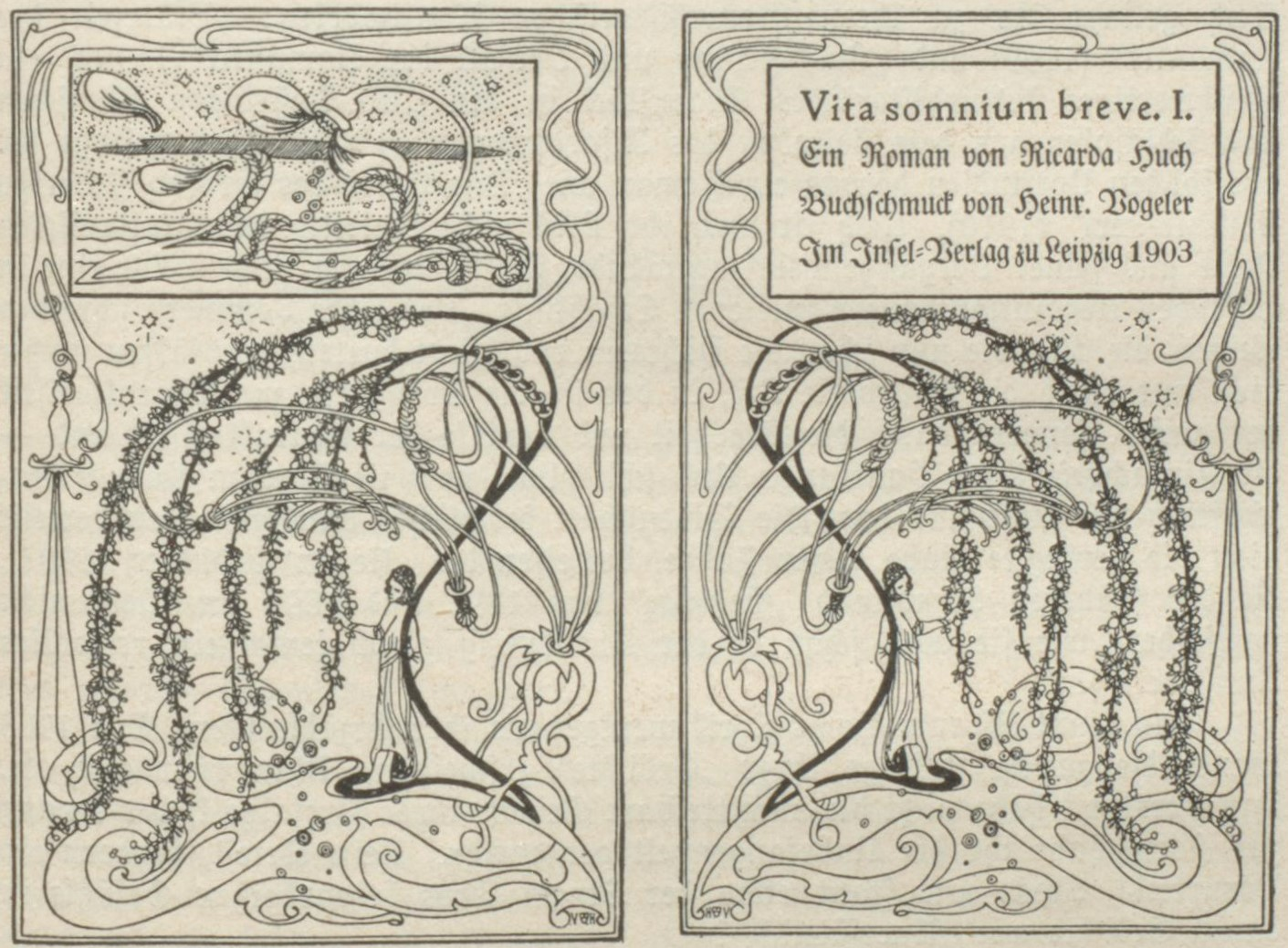
Einband des Romans Vita somnium breve gestaltet von Heinrich Vogeler

### Romane
- Erinnerungen von Ludolf Ursleu dem Jüngeren. Roman. Boer Verlag, Tegernsee 2021, ISBN 978-3-947618-44-6 (Erstausgabe:  Berlin  1893).
- Aus der Triumphgasse. Lebensskizzen. Contumax-Hofenberg, Berlin 2018, ISBN 978-3-7437-2743-4 (Erstausgabe:  Leipzig  1902).
- Michael Unger. Vita somnium breve. Boer-Verlag, Grafrath 2018, ISBN 978-3-947618-43-9 (Erstausgabe: Insel Verlag, Leipzig  1903).
- Von den Königen und der Krone. Roman. Boer-Verlag, Grafrath 2018, ISBN 978-3-947618-33-0 (Erstausgabe:  Stuttgart  1904).
- Der Fall Deruga. Kriminalroman. Saga Egmont, Kopenhagen 2020, ISBN 978-87-26-51127-7 (Erstausgabe:  Berlin  1917).